# Braxton Berrios
Braxton Berrios (Raleigh, 6 ottobre 1995) è un giocatore di football americano statunitense che milita nel ruolo di wide receiver per gli Houston Texans della National Football League.

## Carriera

### New England Patriots
Berrios fu scelto dai New England Patriots nel corso del sesto giro (210º assoluto) del Draft NFL 2018. Il 1º settembre 2018 fu inserito in lista infortunati. Quell'anno i Patriots raggiunsero il Super Bowl LIII dove batterono i Los Angeles Rams con un punteggio di 13–3. Fu svincolato il 30 agosto 2019.

### New York Jets
Il 1º settembre 2019, Berrios firmò con i New York Jets. Nella sua seconda stagione con la squadra, il 20 settembre 2020, Berrios segnò il suo primo touchdown su un passaggio da 30 yard di Sam Darnold nella sconfitta per 31–13 contro i San Francisco 49ers.
Nella settimana 16 della stagione 2020 contro i Cleveland Browns, Berrios ricevette un touchdown da 43 yard dal compagno wide receiver Jamison Crowder nella vittoria per 23–16.
Nella settimana 7 della stagione 2021 contro i Cincinnati Bengals segnò un touchdown su ricezione. Nella settimana 16 contro i Jacksonville Jaguars ritornò un kickoff in touchdown nella vittoria per 26-21, venendo premiato come giocatore degli special team della AFC della settimana. La settimana successiva segnò sia su ricezione che su corsa, diventando il primo ricevitore dei Jets a riuscirvi nella stessa partita. A fine stagione fu convocato per il suo primo Pro Bowl e inserito nel First-team All-Pro come kick returner dopo avere guidato la NFL con 30,4 yard medie a ritorno.

### Miami Dolphins
IL 16 marzo 2023 Berrios firmò un contratto di un anno con i Miami Dolphins.

### Houston Texans
Il 10 marzo 2025 Berrios firmó un contratto di un anno del valore di due milioni di dollari con gli Houston Texans.

## Palmarès

### Franchigia
- Super Bowl : 1

New England Patriots: LIII
- American Football Conference Championship: 1

New England Patriots: 2018

### Individuale
- Convocazioni al Pro Bowl: 1

2021
- First-team All-Pro: 1

2021